# Afgekia
Genre
Afgekia est un genre de plantes à fleurs dicotylédones de la famille des Fabaceae, sous-famille des Faboideae, originaire d'Asie de l'Est, qui comprend trois espèces acceptées.

## Étymologie
Le nom générique, « Afgekia », est un hommage à Arthur Francis George Kerr (1877–1942) médecin et botaniste irlandais dont les initiales, AFGK, ont été retenues pour former ce nom.

## Liste d'espèces
Selon Catalogue of Life (21 octobre 2018) :
- Afgekia filipes (Dunn)R.Geesink
- Afgekia mahidolae B.L.Burtt & Chermsir.
- Afgekia sericea Craib